# Prosciutto di Norcia
O prosciutto di Norcia é um presunto italiano com Indicação Geográfica Protegida, preparado apenas nas comunas de Nórcia, Perúgia, Espoleto ou Cássia, no extremo sul da região da Úmbria. Diferentemente de outros presuntos italianos, o prosciutto di Norcia leva outros ingredientes para além do sal, para a cura, para além de ser fumado durante dois dias; existem ainda duas variedades deste produto, a preparação à moda antiga, seguindo a descrição de Catão, que só é realizada na comuna de Nórcia, e a preparação moderna, que é a versão IGP. 

## Prosciutto Antico di Norcia
De acordo com Catão, na sua obra "De Agricultura" , a carne era colocada em contentores, em camadas e coberta com sal grosso; passados cinco dias, a carne era rodada e a que estava no fundo passa para a superfície, ficando aí mais uma dúzia de dias; nessa altura, o sal era limpo e a carne era pendurada para secar num espaço onde soprasse a brisa, durante três dias; depois, era lavada, untada com azeite e fumada levemente durante dois dias; finalmente, era novamente untada com azeite, desta vez misturado com vinagre e deixada a curar; ao fim de oito meses de maturação, o produto era untado com uma mistura de banha e farinha e deixado mais dois anos a amadurecer num local bem ventilado. 

## Prosciutto di Norcia IGP
Na preparação moderna, não se usa azeite nem vinagre, mas o sal usado é misturado com pimenta e alho esmagados; os contentores que se usam neste momento são tanques de madeira alongados, o que não afeta o presunto. Os restantes passos da preparação são semelhantes aos antigos. 